# East Atlanta Love Letter
East Atlanta Love Letter è il secondo album in studio del cantante statunitense 6lack, pubblicato nel 2018.

## Tracce
1. Unfair – 2:16
2. Loaded Gun – 3:18
3. East Atlanta Love Letter (featuring Future) – 4:06
4. Let Her Go – 2:57
5. Sorry – 3:30
6. Pretty Little Fears (featuring J. Cole) – 4:00
7. Disconnect – 4:25
8. Switch – 3:27
9. Thugger's Interlude – 1:11
10. Balenciaga Challenge (featuring Offset) – 3:07
11. Scripture – 3:20
12. Nonchalant – 3:03
13. Seasons (featuring Khalid) – 4:10
14. Stan – 5:03